# Ageleradix
Genre
Ageleradix est un genre d'araignées aranéomorphes de la famille des Agelenidae.

## Distribution
Les espèces de ce genre sont endémiques de Chine.

## Liste des espèces
Selon World Spider Catalog (version 26, 19/05/2025) :
- Ageleradix cymbiforma (Wang, 1991)
- Ageleradix dulong Mu, Wang & Zhang, 2025
- Ageleradix jinfoshan Mu, Wang & Zhang, 2025
- Ageleradix nangunhe Mu, Wang & Zhang, 2025
- Ageleradix otiforma (Wang, 1991)
- Ageleradix schwendingeri Zhang, Li & Xu, 2008
- Ageleradix sichuanensis Xu & Li, 2007
- Ageleradix sternseptum Zhang, Li & Xu, 2008
- Ageleradix zhishengi Zhang, Li & Xu, 2008

## Systématique et taxinomie
Ce genre a été décrit par Xu et Li en 2007 dans les Agelenidae.

## Publication originale
- Xu & Li, 2007 : « A new genus and species of the spider family Agelenidae from western Sichuan Province, China (Arachnida: Araneae). » Revue Suisse de Zoologie, vol. 114, no 1, p. 59-64 (texte intégral).